# Landaforsen

Landaforsen i Ljusnan mellan sjöarna Varpen och Bergviken i Segersta socken, Gävleborgs län, har en fallhöjd av omkring 6 meter på en längd av omkring 1200 meter. Numera finns Landafors kraftverk där.

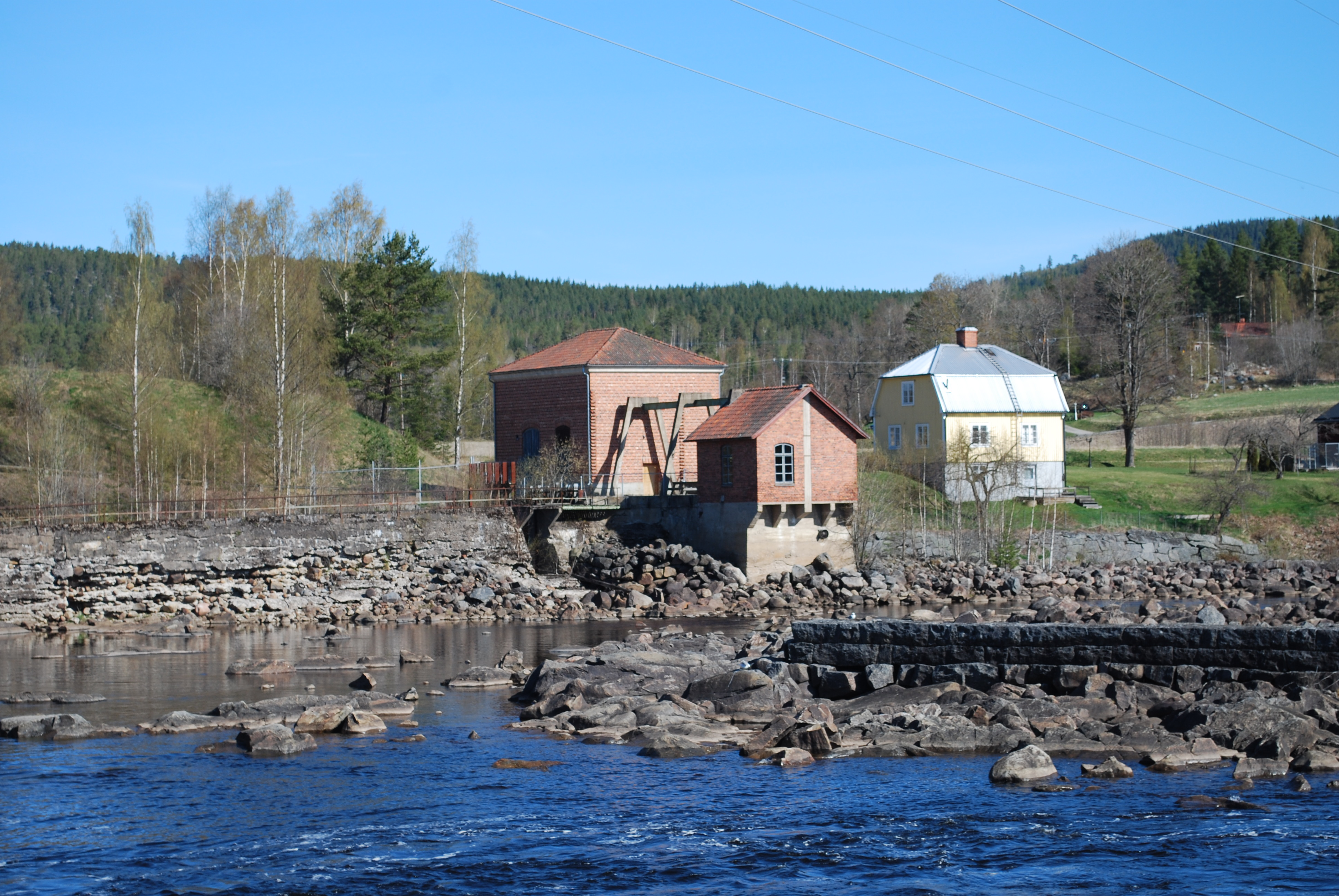
Bilden visar närmaste tegelbyggnaden är 1912 års kraftverk, den större byggnaden är 1925 års station. till höger står maskinistbostaden. Bakom stenläggningen till vänster ligger den gamla inloppskanalen.